# Rejon wielkoberezieński
Rejon wielkoberezieński (ukr. Вели́коберезнянський райо́н, 1953–2020) – dawna jednostka administracyjna w składzie obwodu zakarpackiego Ukrainy. Od 2020 roku w wyniku reformy terytorialnej, znajduje się w składzie rejonu użhorodzkiego.
Utworzony został w 1953. Miał powierzchnię 809 km². Siedzibą władz rejonu była miejscowość Wielkie Berezne.
Na terenie rejonu znajdowała się jedna osiedlowa rada i 19 silskich rad, obejmujących w sumie 31 miejscowości.

## Miejscowości rejonu
- Behendiaćka Pastil (Бегендяцька Пастіль)
- Bukiwciowo (Буківцьово)
- Czornohołowa (Чорноголова)
- Domaszyn (Домашин)
- Husnyj (Гусний)
- Kniahynia (Княгиня)
- Kostewa Pastil (Костева Пастіль)
- Kostryna (Кострина)
- Kostrynśka Roztoka (Костринська Розтока)
- Luta (Люта)
- Łubnia (Лубня)
- Łuh (Луг)
- Małyj Bereznyj (Малий Березний)
- Myrcza (Мирча)
- Roztoćka Pastil (Розтоцька Пастіль)
- Ruśkyj Moczar (Руський Мочар)
- Smerekowo (Смереково)
- Sil (Сіль)
- Stawne (Ставне)
- Stryczawa (Стричава)
- Stużycia (Стужиця)
- Suchyj (Сухий)
- Tychyj (Тихий)
- Użok (Ужок)
- Werchowyna-Bystra (Верховина-Бистра)
- Wielkie Berezne (Великий Березний)
- Wołosianka (Волосянка)
- Wyszka (Вишка)
- Zabrid´ (Забрідь)
- Zahorb (Загорб)
- Zawosyna (Завосина)
- Żornawa (Жорнава)